# 차이페이쥔
차이페이쥔(중국어: 蔡佩君, 병음: Cài Pèijūn, 1979년 ~ )은 타이완의 기업인이다. 파우첸(Pou Chen Corporation)의 최고경영자(CEO)를 역임했다.

## 생애
차이페이쥔은 타이완 장화현 루강진에서 파우첸 그룹의 창업자인 차이치루이(蔡其瑞)의 첫째 딸로 태어났다. 중학교 재학 도중에 미국으로 유학을 떠났고 펜실베이니아 대학교 와튼 스쿨을 졸업했다. 타이완으로 돌아온 이후에 차이치루이 파우첸 회장의 특별 조수로 근무했고 2002년에 그룹 전략 계획, 기업 개발 및 집행에 초점을 맞춰 파우첸에 합류했다.
2012년부터 2016년까지 파우첸의 최고경영자가 된 차이페이쥔은 2015년에 중국과 베트남에서 일어난 노동자 파업에 대처하여 리더십 능력을 보여주었다. 2012년부터 2016년 사이에 차이페이쥔이 파우첸을 경영하던 동안에 파우첸의 매출은 2015년에 30억 달러에서 860억 달러로 증가했는데 이는 차이페이쥔이 파우첸을 세계에서 가장 큰 운동화 및 캐주얼 신발 제조 업체로 성장시킨 계기가 되었다.
차이페이쥔은 2016년에 《포춘》이 발표한 세계에서 가장 영향력 있는 여성 명단에서 37위를 기록했다. 2017년에 《포춘》이 발표한 세계에서 영향력 있는 40세 이하의 40인 명단에서 15위를 기록했고 같은 해에 《포춘》이 발표한 세계에서 가장 영향력 있는 여성 명단에서 45위를 기록했다.